# Vale de Conches
O vale de Conches (em francês:  La vallée de Conches ou em alemão:  Gommertal) é um vale situado entre o semi-distrito de Raron oriental e o distrito de Conches no cantão do Valais, na Suíça, e o maiores vales do Valais.
Com um comprimento de 37 km este vale glaciar prolonga o vale do Ródano, na sua parte Suíça, até o glaciar do Ródano onde nasce este rio, o Ródano. O vale apresenta vários vales laterais onde correm os ribeiros que são tantos pequenos afluentes do Ródano.
É neste vale que se encontra a Linha da Furka a partir de Oberwald